# Hajer
Hajer (Selachimorpha, Pleurotremi) er en orden af tværmunde. De er bruskfisk med en langstrakt krop og adskiller sig fra benfisk ved udelukkende at have skelet af brusk i stedet for ben, huden er dækket af hudtænder i stedet for skæl og i stedet for en enkelt gælleåbning på hver side af hovedet har hajerne 5-7 gælleåbninger. 
De første hajer opstod for omkring 400 millioner år siden ved overgangen fra Silur til Devon. Fossiler fra de tidlige hajer ligner på mange områder de moderne hajer, der begyndte at dukke op for omkring 200 millioner år siden. Det er også på dette tidspunkt at hajernes nære slægtninge rokker og kimærer udspaltes fra hajgruppen.

## Anatomi

### Kropsbygning
Hajens skelet består af brusk. Brusk er dannet af proteinerne elastin og collagen. Brusk er stærkt og bøjeligt og samtidig meget let. Dele af hajens bruskskelet er forstærket med aflejringer af kalksalte – f.eks. rygsøjlen og kæbebenene, hvor belastningen er stor. Kæbebenene er løst forbundet med resten at skelettet, så hajen kan skyde kæben frem når den vil gribe et bytte. 
Tænderne er dannet af dentin. De er dækket af et lag emalje og deres form er en vigtig indikator ved bestemmelse af arten. Tænderne sidder i flere rækker i kæben, så hvis hajen mister en tand vil tanden bagved svinge frem på den tomme plads. På den måde har hajen altid et perfekt tandsæt. Nogle hajarter skifter op til 30.000 tænder på denne måde gennem livet. 
Ud over tænderne i munden er hajens skind besat med hudtænder. Tidligere blev hajskind benyttet som sandpapir til slibning af træ. Hudtænderne er fordelt over hele kroppen. De mindsker turbulensen i vandet og dermed modstanden når hajen svømmer. Hudtænderne er som de rigtigt tænder opbygget af dentin med et ydre lag af emalje.
Hajernes mange gællespalter er ikke som hos benfiskene beskyttet af gællelåg. De fleste hajarter har fem gællespalter på hver side af hovedet, mens nogle få mere primitive hajarter har 6 – 7 gællespalter på hver side.- f.eks. havenglen. De fleste hajer tager vand ind gennem to indstrømningshuller ovenpå hovedet. Vandet ledes herfra ind over gællerne hvor ilten optages fra vandet og overføres til hajens blod. Således kan de fleste hajer ånde, også når de ligger stille i vandet. Dog findes der få arter der er tvunget til at svømme for at ånde. Hertil hører f.eks. den hvide haj og sildehajen. Det er hurtigtsvømmende arter, der tager vandet ind gennem munden. Disse hajer kaldes "tvangsåndere". Det iltede vand føres hen over gællerne ved hajens fremdrift og ilten optages.
De hurtigtsvømmende arter kan opretholde en kropstemperatur, der er 7 – 10 grader varmere end det omgivende vand. Det gøres med et countercurrent-system, der ligner fuglenes og pattedyrenes, hvor varmen bevares i kroppen. Hajerne har ikke som benfiskene svømmeblære. Til gengæld har de det lette bruskskelet og en meget olieholdig lever, der kompenserer for den manglende svømmeblære. Hos f.eks. brugdehajen kan leveren udgøre op til 20% af hajens samlede kropsvægt. Brugdehajen er blevet jaget i årtier på grund af denne lever. Fisken er i dag truet.  
Tidligere mente man at hajerne var primitive fisk med primitive hjerner, men senere forskning har vist at forholdet mellem hajens hjerne og dens kropsvægt er nogenlunde det samme som for fugle og pattedyr. Hajerne har altså relativt store hjerner.
Hajer kan blive op til 4-5,5 meter lange

### Strukturer med Tesla-ventil funktion i hajers tarmsystem
I 2021 blev det offentliggjort i Proceedings of the Royal Society B, at man har fundet spiralformede strukturer i hajers tarmsystem, som ser ud til at fungere som Tesla-ventiler. De spiralformede strukturer blev fundet via 3D-skanning.

## Klassifikation
Der opdages løbende nye hajarter. Antallet af kendte arter er vokset med knap 40 % på omkring 40 år fra ca. 360 arter i midten af 1980'erne til over 500 arter i 2024, fra cigarhajen (på størrelse med en god Havannacigar, deraf navnet) til hvalhajen, der med sine op til 12-14 meter er den suverænt største. Den er ikke spor farlig, for den lever af plankton, krill og småfisk ligesom de store bardehvaler.

## Hajer i Danmark
Den mindste hajart i Danmark er den småplettede rødhaj på op til 60-80 cm., den største er brugden, som med sine op til 10 meter hører til blandt verdens allerstørste. Ligesom hvalhajen er den en fredelig planktonæder. Vi har ingen hajer, som er farlige for mennesker i Danmark, men der er bestemt hajer i landets have, ca. 18 arter. En af disse arter; Pighajen fanges af danske fiskere og serveres på restaurenter, for det meste under navnet "Kongeål", da folk ikke bryder sig om tanken om at spise hajer. Det nærmeste vi kommer på en farlig haj er måske blåhajen, som kan trække ind i Nordsøen. Den findes til gengæld så langt til havs, at vi ikke møder den, når vi er på stranden. Der er også en enkelt gang eller to, blevet fanget en hammerhaj ved Sjællands Odde. Den ene gang havde den over halvtreds pigge i hoved, hals og bug fra pigrokken, en af hammerhajens foretrukne måltider.
Hajer inddeles i 8 forskellige ordner. I Danmark findes omkring 18 hajarter indenfor fem forskellige ordner:
- Overorden Hajer (Selachimorpha)
  - Pighajer (Squaliformes)  (4 danske arter)
    - Almindelig rødhaj (Scualus acantias)
    - Sorthaj (Etmopterus spinax)
    - Grønlandshaj (Somniosus microcephalus)
    - Almindelig trekanthaj (Oxynotus centrina)

  - Blinkhindehajer (Carcharhiniformes) (8 danske arter – herudover også f.eks. Hvidtippet revhaj) 
    - Småplettet rødhaj (Scyliorhinus caniculus)
    - Storplettet rødhaj (Scyliorhinus stellaris)
    - Ringhaj (Galeus melastomus)
    - Glathaj (Mustelus mustelus)
    - Stjernehaj (Mustelus asterias)
    - Gråhaj (Galeorhinus galeus)
    - Blåhaj (Prionace galuca)
    - Almindelig hammerhaj (Sphyrna Zygaena)

  - Sildehajer (Lamniformes)  (3 danske arter – herudover også f.eks. hvalhaj, mako haj, den hvide haj, kæmpemund og den uddøde Megalodon Carcharodon megalodon)
    - Sildehaj (Lamna nasus)
    - Rævehaj (Alopias vulpinus)
    - Brugde (Cetorhinus maximus)

  - Havengle (Squatiniformes)  (1 dansk art)
    - Havengel (Squatina squatina)

  - Seks- og syvgællede hajer og kravehajer (Hexanchiformes) (2 danske arter)
    - Seksgællet haj (Hexanchus griseus)
    - Kravehaj (Chlamydoselachus anguineus)

  - Savhajer (Pristiophoriformes)
  - Tæppehajer (Orectolobiformes)
  - Hornhajer (Heterodontiformes)

## Hajangreb
Hajer angriber sjældent mennesker uden at blive provokeret til det. I 2006 foretog International Shark Attack File (ISAF) en undersøgelse af 96 hajangreb og konkluderede, at af de 96 angreb var 62 uprovokerede angreb, mens 16 var provokerede angreb. Det gennemsnitlige antal uprovokerede angreb med dødelig udgang i perioden 2001-2006 var 4,3.
I modsætning til den almindelige opfattelse, er det kun få hajarter, der er farlige for mennesker. Ud af mere end 360 arter, er der kun 4, der har været involveret i et større antal uprovokerede angreb med dødelig udgang: Den store hvid haj, oceanisk hvidtippet haj, tigerhajen og tyrehajen. Disse hajer, der er store, stærke jægere, kan finde på, at angribe og dræbe mennesker, men alle disse hajer, er blevet filmet i åbent hav af dykkere uden beskyttelsesbur.